# Andrew Gaze
Andrew Barry Casson Gaze (Melbourne, 24 luglio 1965) è un ex cestista e allenatore di pallacanestro australiano.
È il figlio di Lindsay Gaze.

## Carriera
In attività negli anni ottanta e novanta, Gaze si contraddistingueva per avere la capigliatura grigia già da giovane età. Cestisticamente parlando, era un cecchino infallibile nei tiri da tre.
Figlio di un cestista, Gaze debutta già all'età di 18 anni nel campionato australiano e ne diventa ben presto una stella.
Nel 1989 gioca nella NCAA con la Seton Hall University. Con questa squadra arriva alla finale (persa all'overtime contro Michigan).
In seguito, dopo una parentesi, nel campionato italiano, con la Rex Udine, squadra dell'allora Serie A2, nella stagione 1991-92, milita con alcune franchigie NBA, ma viene spesso impiegato poco in campo. Con i San Antonio Spurs ha vinto un titolo NBA nel 1999.
Con la nazionale australiana di pallacanestro ha partecipato a cinque Olimpiadi senza però vincere alcuna medaglia.
Negli ultimi anni della sua carriera ha giocato nel campionato australiano. Si è ritirato nel 2005.

## Statistiche

### College
| Anno      | Squadra            | PG | PT | MP   | TC%  | 3P%  | TL%  | RP  | AP  | PRP | SP  | PP   |
| --------- | ------------------ | -- | -- | ---- | ---- | ---- | ---- | --- | --- | --- | --- | ---- |
| 1988-1989 | Seton Hall Pirates | 38 | 37 | 32,6 | 50,9 | 42,5 | 72,6 | 4,5 | 2,9 | 0,9 | 0,5 | 13,6 |
| Carriera  | Carriera           | 38 | 37 | 32,6 | 50,9 | 42,5 | 72,6 | 4,5 | 2,9 | 0,9 | 0,5 | 13,6 |

### NBA

#### Regular season
| Anno       | Squadra            | PG | PT | MP   | TC%  | 3P%  | TL% | RP  | AP  | PRP | SP  | PP  |
| ---------- | ------------------ | -- | -- | ---- | ---- | ---- | --- | --- | --- | --- | --- | --- |
| 1993-1994  | Washington Bullets | 7  | 0  | 10,0 | 47,1 | 50,0 | 100 | 1,0 | 0,7 | 0,3 | 0,1 | 3,1 |
| 1998-1999† | San Antonio Spurs  | 19 | 0  | 3,1  | 32,0 | 31,3 | -   | 0,3 | 0,3 | 0,1 | 0,1 | 1,1 |
| Carriera   | Carriera           | 26 | 0  | 4,9  | 38,1 | 37,5 | 100 | 0,5 | 0,4 | 0,2 | 0,1 | 1,7 |

## Palmarès
- Campionato NBA: 1

San Antonio: 1999